# Platysceptra leontina
Platysceptra leontina är en fjärilsart som beskrevs av Edward Meyrick 1911. Platysceptra leontina ingår i släktet Platysceptra och familjen äkta malar. Inga underarter finns listade i Catalogue of Life.